# Herminia Tormes García
Herminia Tormes García (19 tháng 10 năm 1891 - 7 tháng 11 năm 1964) là một luật sư người Puerto Rico và là người phụ nữ đầu tiên làm nghề này trên đảo. Sau khi giành được quyền hành nghề luật vào năm 1917, bà trở thành người phụ nữ đầu tiên khởi kiện trước tòa án phúc thẩm Bostonia của Tòa phúc thẩm Hoa Kỳ năm 1924. Năm 1926, bà được chỉ định làm người phụ nữ đầu tiên làm thẩm phán ở Puerto Rico. Trong suốt sự nghiệp của mình, Tormes làm việc cho những phụ nữ bị tống giam hoặc tham gia bán dâm, ủng hộ quyền lợi của họ. Năm 1964, Hiệp hội luật sư Puerto Rico đặt tên một phòng theo bà tại các văn phòng ở San Juan.

## Thơ ấu
Herminia Tormes García sinh ngày 19 tháng 10 năm 1891 tại thuộc địa Ponce, Puerto Rico thuộc Tây Ban Nha với cha là Ana Jacobina García Esclabón và mẹ là Joaquín Tormes Carbo. Cha cô là người gốc Tây Ban Nha và mẹ cô là một phụ nữ Afro-Puerto Rico, người trước đây từng là nô lệ. Sau khi tốt nghiệp trung học ở Ponce, Tormes đã lấy được bằng để dạy tiếng Anh từ Trường Thông thường của Đại học Puerto Rico.

## Qua đời và di sản
Tormes chết vì ung thư ở Ponce vào ngày 7 tháng 11 năm 1964 và được chôn cất tại Concreteerio Civil de Ponce. Năm 1964, Đoàn luật sư Puerto Rico đặt tên một phòng theo bà tại các văn phòng của nó ở. Bà được nhớ đến với vai trò trong việc bảo vệ luật pháp trong ngành luật như một sự bày tỏ dành cho phụ nữ Puerto Rico. Vào năm 2013, Đoàn luật sư đã tổ chức một cuộc triển lãm cho tuần lễ Lawyer, trong đó có Tormes, để tôn vinh các luật sư người Puerto Rico nổi tiếng, người đã giúp phát triển công lý của đất nước.

### Trích dẫn
1. ↑  Villaino Tur 2015, tr. 1.
2. 1 2  Villaino Tur 2015, tr. 2.
3. ↑  Diario Vegabajeno 2013.